# Ломбардо, Аттилио
Аттилио Ломбардо (итал. Attilio Lombardo; родился 6 января 1966 года в городе Санта-Мария-ла-Фосса, Италия) — итальянский футболист и футбольный тренер. Выступал на позиции полузащитника. Известен по выступлениям за клубы «Сампдория», «Кристал Пэлас», «Ювентус» и сборную Италии. В настоящее время — ассистент главного тренера сборной Италии.

## Карьера

### Клубная
Ломбардо начал карьеру в клубе Серии C «Пергокрема». Отыграв два сезона он пошёл на повышение подписав соглашение с клубом Серии B «Кремонезе». За четыре сезона Аттилио стал лидером команды и её лучшим футболистом.
В 1989 году Ломбардо подписал контракт с «Сампдорией». Сумма трансфера составила 4 млн лир. В то время в команде были собраны много талантов, такие как Джанлука Пальюка, Пьетро Верховод, Сречко Катанец, Лука Пеллегрини, Морено Маннини, Тониньо Серезо, Алексей Михайличенко, Джанлука Виалли и Роберто Манчини. В составе «Сампдории» он стал чемпионом Серии А 1990/91, дважды завоевал Кубок Италии и выиграл Кубок обладателей кубков 1989/90.
Отличная игра Аттилио привлекла внимание многих именитых клубов и в 1995 году он перешёл в «Ювентус». В составе «старой сеньоры» Ломбардо второй раз выиграл Серию А, а также стал обладателем Кубка чемпионов, Суперкубка УЕФА и Межконтинентального кубка. Несмотря на обилие выигранных трофеев, из-за проблем с травмами Аттилио не регулярно выходил на поле и в итоге проиграл конкуренцию Дидье Дешаму и Антонио Конте.
В 1997 году он перешёл в английский «Кристал Пэлас». В матче против «Эвертона» Аттилио дебютировал в английской Премьер-лиге. В этом же поединке он забил свой первый гол за «орлов». В 1998 году после рокировки в руководстве команды Ломбардо некоторое время был играющим тренером. В том же году он получил травму, а команда вылетела в Чемпионшип. В клубе возникли финансовые проблемы и Аттилио вернулся в Италию.
Новой командой Ломбардо стал римский «Лацио». Во время выступлений за столичную команду он Суперкубка УЕФА и в очередной раз стал чемпионом Италии. В 2001 году Ломбардо вернулся в «Сампдорию», где и завершил карьеру по окончании сезона.

### Международная
20 декабря 1990 года в отборочном матче чемпионата Европы 1992 против сборной Кипра Ломбардо дебютировал за сборную Италии. В этом же поединке он забил свой первый гол за национальную команду. Несмотря на регулярные вызовы в сборную Аттилио не принял участия ни в одном крупном турнире из-за того, что перед соревнованиями получал травмы.

#### Голы за сборную Италии
| # | Дата            | Место                               | Противник | Счёт | Результат | Соревнование                       |
| - | --------------- | ----------------------------------- | --------- | ---- | --------- | ---------------------------------- |
| 1 | 20 декабря 1990 | Цирион Атлетик Центр, Лимасол, Кипр | Кипр      | 0:3  | 0:4       | Чемпионат Европы 1992 квалификация |
| 2 | 21 декабря 1994 | Адриатико, Пескара, Италия          | Турция    | 2:0  | 3:1       | Товарищеский матч                  |
| 3 | 29 марта 1995   | Олимпийский стадион, Киев, Украина  | Украина   | 0:1  | 0:2       | Чемпионат Европы 1996 квалификация |

### Тренерская
13 марта 2019 года назначен ассистентом главного тренера сборной Италии Роберто Манчини.

## Достижения
Командные
 «Сампдория»
- Чемпионат Италии — 1990/1991
- Обладатель Кубка Италии — 1988/1989
- Обладатель Кубка Италии — 1993/1994
- Обладатель Суперкубка Италии — 1991/1992
- Обладатель Кубка обладателей кубков — 1989/1990

 «Ювентус»
- Чемпионат Италии по футболу — 1996/1997
- Обладатель Суперкубка УЕФА — 1996
- Обладатель Межконтинентального кубка — 1996
- Обладатель Суперкубка Италии — 1995
- Обладатель Кубка чемпионов УЕФА — 1995/1996

 «Лацио»
- Чемпионат Италии по футболу — 1999/2000
- Обладатель Кубка Италии — 1999/2000
- Обладатель Суперкубка Италии — 2000
- Обладатель Суперкубка УЕФА — 1999